# Arrondissement de Weisseritz

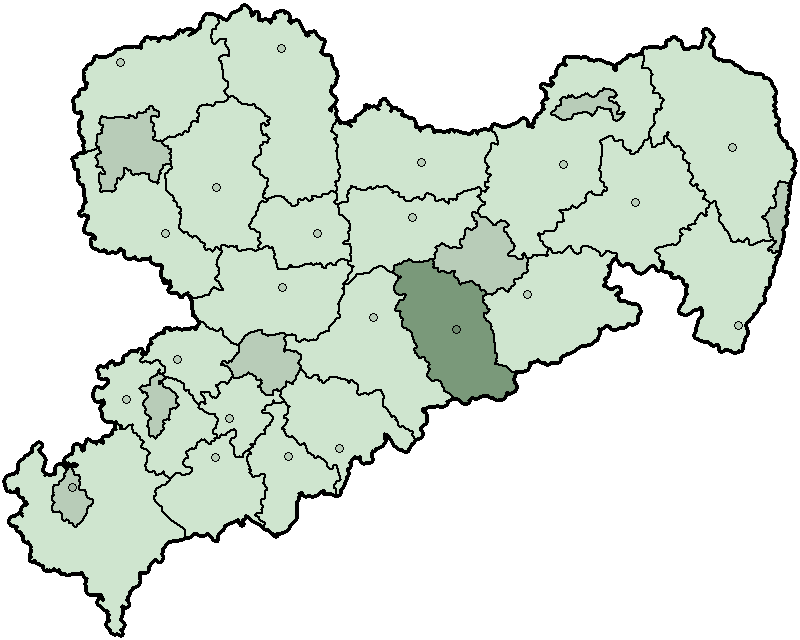
Localisation de l'ancien arrondissement en Saxe

L'arrondissement de Weisseritz était un arrondissement  ("Landkreis" en allemand) de Saxe  (Allemagne), dans le district de Dresde de 1994 à 2008.
Son chef lieu était Dippoldiswalde.
Il fut regroupé avec l'arrondissement de Suisse-Saxonne le 1er août 2008 selon la réforme des arrondissements de Saxe de 2008, pour former le nouvel arrondissement de Suisse-Saxonne-Monts-Métallifères-de-l'Est (Sächsische Schweiz-Osterzgebirge).

## Villes et Communes
(nombre d'habitants en 2007)
| Städte 1. Altenberg (5.890) 2. Dippoldiswalde (10.568) 3. Freital (39.114) 4. Geising (3.235) 5. Glashütte (7.515) 6. Rabenau (4.655) 7. Tharandt (5.601) 8. Wilsdruff (13.783) | Gemeinden 1. Bannewitz (10.779) 2. Dorfhain (1.213) 3. Hartmannsdorf-Reichenau (1.212) 4. Hermsdorf/Erzgeb. (981) 5. Höckendorf (3.085) 6. Kreischa (4.441) 7. Pretzschendorf (4.428) 8. Schmiedeberg (4.739) |

Verwaltungsgemeinschaften
- Verwaltungsgemeinschaft Altenberg mit den Mitgliedsgemeinden Altenberg und Hermsdorf/Erzgeb.
- Verwaltungsgemeinschaft Pretzschendorf mit den Mitgliedsgemeinden Hartmannsdorf-Reichenau und Pretzschendorf
- Verwaltungsgemeinschaft Tharandt mit den Mitgliedsgemeinden Dorfhain und Tharandt